# Copa das Confederações da CAF de 2018–19
A Copa das Confederações da CAF de 2018-19 é a 16ª edição do torneio, que é a segunda competição de clubes mais importante do continente africano. O vencedor da Copa das Confederações da CAF em 2018-19 ganhará o direito de jogar contra o vencedor da Liga dos Campeões da CAF de 2018–19 na SuperTaça da CAF de 2020.

## Equipes Classificadas
| Associação                                                        | Equipe                                                            |
| Associações elegíveis para entrar com duas equipes (Ranking 1–11) | Associações elegíveis para entrar com duas equipes (Ranking 1–11) |
| ----------------------------------------------------------------- | ----------------------------------------------------------------- |
| Marrocos                                                          | - Raja Casablanca - RS Berkane - Hassania Agadir                  |
| Argélia                                                           | - USM Bel Abbès - NA Hussein Dey                                  |
| Tunísia                                                           | - Etoile du Sahel - Sfaxien                                       |
| Costa do Marfim                                                   | - Stade d'Abidjan - FC San Pédro                                  |
| Egito                                                             | - Zamalek - Al Masry                                              |
| Líbia                                                             | - Al Ahly Tripoli - Al-Ittihad Tripoli                            |
| Zâmbia                                                            | - Green Buffaloes - Green Eagles                                  |
| RD Congo                                                          | - Nyuki - Motema Pembe                                            |
| Camarões                                                          | - Eding Sport - News Stars                                        |
| África do Sul                                                     | - Kaizer Chiefs - Free State Stars                                |
| Sudão                                                             | - El-Hilal El-Obeid - Al-Ahly Shendi                              |

## Eliminatórias

### Rodada Preliminar
| Equipe 1        | Total      | Equipe 2        | 1.º jogo | 2.º jogo |
| --------------- | ---------- | --------------- | -------- | -------- |
| Génération Foot | 1-0        | Djoliba         | 0-0      | 1-0      |
| Salitas         | 3-3 (g.f)  | Wakriya         | 2-0      | 1-3      |
| Hussein Dey     | 3-1        | Diables Noirs   | 2-0      | 1-1      |
| Asante Kotoko   | w/o        | Eding Sport     | -        | -        |
| Motema Pembe    | 5-2        | Anges           | 4-1      | 1-1      |
| Mtibwa Sugar    | 5-0        | Northern Dynamo | 4-0      | 1-0      |
| Enugu Rangers   | 5-1        | Defence Force   | 2-0      | 3-1      |
| Orapa United    | 0-6        | Petro Atlético  | 0-4      | 0-2      |
| Cercle Mbéri    | 1-1 (4-3p) | Silver Strikers | 1-0      | 0-1      |

### Primeira Rodada
| Equipe 1          | Total       | Equipe 2             | 1.º jogo | 2.º jogo |
| ----------------- | ----------- | -------------------- | -------- | -------- |
| Etoile du Sahel   | 3-1         | Stade d'Abidjan      | 3-0      | 0-1      |
| Zamalek           | 7-2         | CotonTchad           | 7-0      | 0-2      |
| USM Bel Abbès     | 0-2         | Enugu Rangers        | 0-0      | 0-2      |
| Nyuki             | 0-2         | Petro Atlético       | 0-1      | 0-1      |
| Hassania Agadir   | 2-1         | Génération Foot      | 2-0      | 0-1      |
| Sfaxien           | 4-2         | Green Buffaloes      | 4-1      | 0-1      |
| Green Eagles      | 1-2         | Hussein Dey          | 0-0      | 1-2      |
| Berkane           | 4-0         | Al Ittihad           | 3-0      | 1-0      |
| Raja Casablanca   | 5-1         | Cercle Mbéri Sportif | 5-0      | 0-1      |
| Al Ahly Tripoli   | 1-1 (g.f)   | New Stars            | 1-1      | 0-0      |
| Kariobangi Sharks | 1-2         | Asante Kotoko        | 0-0      | 1-2      |
| KCCA              | 5-1         | Mtibwa Sugar         | 3-0      | 2-1      |
| Motema Pembe      | 1-3         | FC San Pédro         | 1-1      | 0-2      |
| Al Masry          | 0-2         | Salitas              | 0-2      | 0-0      |
| Kaizer Chiefs     | 6-0         | ASSM Elgeco Plus     | 3-0      | 3-0      |
| El-Hilal El-Obeid | 0-0 (4-5 p) | Mukura Victory       | 0-0      | 0-0      |

### Play-Off
Os vencedores da primeira rodada da Copa das Confederações confrontaram os perdedores da primeira rodada da Liga dos Campeões.
| Diaraf     | ZESCO United    | Al-Ahli Benghazi |
| Otôho      | African Stars   | Gor Mahia        |
| Tanger     | Jimma Aba Jifar | Bantu            |
| CotonSport | Stade Malien    | Al Hilal         |
| Vipers     | Nkana           | Al Nasr          |

| Equipe 1         | Total | Equipe 2        | 1.º jogo | 2.º jogo |
| ---------------- | ----- | --------------- | -------- | -------- |
| Gor Mahia        | 2-1   | New Stars       | 2-1      | 0-0      |
| Al-Ahli Benghazi | 2-3   | Hussein Dey     | 1-0      | 1-3      |
| Al Hilal         | 3-1   | Mukura Victory  | 3-0      | 0-1      |
| Nkana            | 3-0   | FC San Pédro    | 3-0      | 0-0      |
| CotonSport       | 3-5   | Asante Kotoko   | 2-3      | 1-2      |
| ZESCO United     | 5-2   | Kaizer Chiefs   | 3-1      | 2-1      |
| Stade Malien     | 2-3   | Petro Atlético  | 1-1      | 1-2      |
| African Star     | 1-2   | Raja Casablanca | 1-1      | 0-1      |
| Diaraf           | 3-5   | Berkane         | 2-0      | 1-5      |
| Vipers           | 0-3   | Sfaxien         | 0-0      | 0-3      |
| Tanger           | 1-3   | Zamalek         | 0-0      | 1-3      |
| Otôho            | 3-2   | KCCA            | 3-0      | 0-2      |
| Bantu            | 2-4   | Enugu Rangers   | 1-2      | 1-2      |
| Al Nasr          | 2-3   | Salitas         | 1-0      | 1-3      |
| Jimma Aba Jifar  | 0-5   | Hassania Agadir | 0-1      | 0-4      |

## Fases de Grupo[1]

### Grupo A
| Time            | J | V | E | D | GP | GC | SG | Pts |
| --------------- | - | - | - | - | -- | -- | -- | --- |
| Berkane         | 6 | 3 | 2 | 1 | 10 | 5  | +5 | 11  |
| Hassania Agadir | 6 | 2 | 2 | 2 | 5  | 5  | 0  | 8   |
| Raja Casablanca | 6 | 1 | 4 | 1 | 7  | 6  | +1 | 7   |
| Otôho           | 6 | 1 | 2 | 3 | 4  | 10 | −6 | 5   |

|                 | RSB | HSA | RCA | ASO |
| --------------- | --- | --- | --- | --- |
| Berkane         | —   | 2-1 | 0-0 | 3-0 |
| Hassania Agadir | 1-0 | —   | 1-1 | 2-1 |
| Raja Casablanca | 2-4 | 0-0 | —   | 0-0 |
| Otôho           | 1-1 | 1-0 | 1-4 | —   |

### Grupo B
| Time            | J | V | E | D | GP | GC | SG | Pts |
| --------------- | - | - | - | - | -- | -- | -- | --- |
| Sfaxien         | 6 | 3 | 3 | 0 | 5  | 2  | +3 | 12  |
| Etoile du Sahel | 6 | 3 | 1 | 2 | 6  | 4  | +2 | 10  |
| Enugu Rangers   | 6 | 1 | 2 | 3 | 5  | 7  | −2 | 5   |
| Salitas         | 6 | 0 | 4 | 2 | 1  | 4  | −3 | 4   |

|                 | CSS | ESS | RFC | SFC |
| --------------- | --- | --- | --- | --- |
| Sfaxien         | —   | 2-1 | 1-1 | 0-0 |
| Etoile du Sahel | 0-1 | —   | 2-1 | 1-0 |
| Enugu Rangers   | 0-1 | 0-2 | —   | 2-0 |
| Salitas         | 0-0 | 0-0 | 1-1 | —   |

### Grupo C
| Time          | J | V | E | D | GP | GC | SG | Pts |
| ------------- | - | - | - | - | -- | -- | -- | --- |
| Al Hilal      | 6 | 3 | 2 | 1 | 11 | 6  | +5 | 11  |
| Nkana         | 6 | 3 | 0 | 3 | 9  | 11 | −2 | 9   |
| Asante Kotoko | 6 | 2 | 1 | 3 | 8  | 8  | 0  | 7   |
| ZESCO United  | 6 | 2 | 1 | 3 | 7  | 10 | −3 | 7   |

|               | AHO | NFC | AK  | ZU  |
| ------------- | --- | --- | --- | --- |
| Al Hilal      | —   | 4-1 | 1-0 | 3-1 |
| Nkana         | 2-1 | —   | 3-1 | 3-0 |
| Asante Kotoko | 1-1 | 3-0 | —   | 2-1 |
| ZESCO United  | 1-1 | 2-0 | 2-1 | —   |

### Grupo D
| Time           | J | V | E | D | GP | GC | SG | Pts |
| -------------- | - | - | - | - | -- | -- | -- | --- |
| Zamalek        | 6 | 2 | 3 | 1 | 9  | 6  | +3 | 9   |
| Gor Mahia      | 6 | 3 | 0 | 3 | 8  | 9  | −1 | 9   |
| Hussein Dey    | 6 | 2 | 2 | 2 | 4  | 6  | −2 | 8   |
| Petro Atlético | 6 | 2 | 1 | 3 | 6  | 6  | 0  | 7   |

|                | ZSC | GOR | NHD | APL |
| -------------- | --- | --- | --- | --- |
| Zamalek        | —   | 4-0 | 1-1 | 1-1 |
| Gor Mahia      | 4-2 | —   | 2-0 | 1-0 |
| Hussein Dey    | 0-0 | 1-0 | —   | 2-1 |
| Petro Atlético | 0-1 | 2-1 | 2-0 | —   |

## Fase Final

### Quartas de Final
| Equipe 1        | Total | Equipe 2 | 1.º jogo | 2.º jogo |
| --------------- | ----- | -------- | -------- | -------- |
| Nkana           | 2-3   | Sfaxien  | 2-1      | 0-2      |
| Etoile du Sahel | 5-2   | Al Hilal | 3-1      | 2-1      |
| Hassania Agadir | 0-1   | Zamalek  | 0-0      | 0-1      |
| Gor Mahia       | 1-7   | Berkane  | 0-2      | 1-5      |

### Semi-Final
| Equipe 1 | Total | Equipe 2        | 1.º jogo | 2.º jogo |
| -------- | ----- | --------------- | -------- | -------- |
| Zamalek  | 1 - 0 | Etoile du Sahel | 1 - 0    | 0 - 0    |
| Sfaxien  | 2 - 3 | Berkane         | 2 - 0    | 0 - 3    |

## Finais
Jogo 1
| 19 de maio de 2019 | RS Berkane   | 1 – 0 | Zamalek | Estádio Municipal de Berkane, Berkane  |
|                    | K.Laba 90+4' |       |         | Público: 13,000 Árbitro: Janny Sikazwe |

| RS Berkane | Zamalek |

Jogo 2
| 26 de maio de 2019 | Zamalek            | 1 – 0 | RS Berkane | Estádio Borg El Arab, Alexandria               |
|                    | Alaa 55' (pênalti) |       |            | Público: 70,000 Árbitro: Bamlak Tessema Weyesa |

| Zamalek | RS Berkane |

|                                |       | Penalidades                 |  |
| Boutaïb Alaa Gomaa Obama Sayed | 5 – 3 | Laachir Mokadem K.Laba Dayo |  |

escalação Zamalek x RS Berkane

- Técnico:  Mounir Jaouani (RS Berkane)[2]
- Técnico:  Christian Gross (Zamalek)

## Campeão
| Copa das Confederações da CAF de 2018–19 |
| Egito                                    |
| ---------------------------------------- |
| Zamalek Campeão (1º título)              |